# Diagram Prize
Il Diagram Prize for Oddest Title of the Year, spesso abbreviato in Diagram Prize, è un premio letterario umoristico che viene assegnato ogni anno a un libro dal titolo insolito. I principali organizzatori della rassegna sono il Diagram Group, una casa editrice specializzata in grafici, e la rivista editoriale The Bookseller.
Originariamente concepito per fornire intrattenimento durante la Fiera del libro di Francoforte del 1978, il Diagram Prize veniva inizialmente assegnato da una giuria. Successivamente, si è deciso di permettere al pubblico di valutare i titoli dei libri candidati su Internet. I nominatori, i giudici e gli elettori sono sempre stati attivamente scoraggiati dalla lettura di una qualsiasi delle nomination per evitare che ciò possa incidere sulla loro scelta. Il premio consiste di solito in una bottiglia di champagne o di Bordeaux. I titoli deliberatamente creati per essere divertenti vengono rifiutati. Non sono mancati casi in cui i concorrenti hanno infranto le regole proponendo titoli di opere pubblicate nel lontano Ottocento.

## Storia
Sebbene il premio sia stato concepito dalla rivista The Bookseller, l'idea di un premio per celebrare libri dai titoli bizzarri è stata proposta da Trevor Bounford del Diagram Group per fornire intrattenimento durante la Fiera del libro di Francoforte del 1978. Nel 1982, Horace Bent, diarista della rivista Bookseller, ha assunto le funzioni amministrative del premio e a partire dal 2000, il vincitore è sempre stato invece decretato dal pubblico via Internet. Nel 1987 e nel 1991 il Diagram Prize non è stato assegnato poiché si è ritenuto che fra i candidati non vi fosse un titolo abbastanza strano da meritare quell'onorificenza.
A partire dal 2014 è stato permesso ai votanti di proporre libri da essi stessi pubblicati: il primo autore che ha ricevuto un Diagram Prize per un libro da lui stesso pubblicato è Margaret Meps Schulte, che ha vinto grazie al suo Strangers Have the Best Candy. Nel 2008 il numero di persone che hanno partecipato alle votazioni del premio hanno superato quelle del Booker Prize tenuto lo stesso anno (8.500 voti contro 7.800). Nello stesso anno è uscito un libro illustrato dedicato al Premio Diagram intitolato How to Avoid Huge Ships and Other Implausibly Titled Books, che presenta un'introduzione scritta da Joel Rickett. Nel 2008 è stato pubblicato un seguito intitolato Baboon Metaphysics and More Implausibly Titled Books, che presenta un'introduzione di Horace Bent.
Nel 2004, The Bookseller ha accusato le case editrici di aver pubblicato volumi dai titoli stravaganti solo per far vincere dei premi ai loro scrittori. Bent si è mostrato contrariato verso coloro che hanno votato per titoli volutamente volgari, affermando che lui stesso non avrebbe votato per il vincitore del 2007 If You Want Closure in Your Relationship, Start with Your Legs (in italiano Se vuoi la chiusura nella tua relazione, inizia con le tue gambe). Nel 2009 la premiazione del libro The 2009–2014 World Outlook for 60-milligram Containers of Fromage Frais di Philip M. Parker si rivelò controversa in quanto l'opera è stata interamente scritta da un computer di sua invenzione.
Due premi speciali per l'anniversario noti come "Diagram of Diagrams" sono stati presentati in onore del quindicesimo e del trentesimo anniversario del Diagram Prize. Le nomination dei premi furono tutti i precedenti vincitori delle edizioni trascorse fino a quel momento. Nel 1993, il vincitore del quindicesimo anniversario è stato Proceedings of the Second International Workshop on Nude Mice mentre quello del trentesimo anniversario è Greek Rural Postmen and Their Cancellation Numbers.

## Lista dei vincitori
| Anno | Autore/i                            | Titolo originale | Traduzione del titolo italiano | Argomenti del libro | Note |
| ---- | ----------------------------------- | --- | --- | ------------------- | --- |
| 1978 | Autori vari                         | Proceedings of the Second International Workshop on Nude Mice                                                              | Atti del secondo laboratorio internazionale sui topi nudi                                                                               |                     | |
| 1979 | Barbara Sherman Heyl                | The Madam as Entrepreneur: Career Management in House Prostitution                                                         | La madama come imprenditrice: gestione delle carriere nelle case di tolleranza                                                          |                     | |
| 1980 | Dennis Nolan                        | The Joy of Chicken | La gioia del pollo |                     | |
| 1981 | Autori vari                         | Last Chance at Love – Terminal Romances                                                                                    | Ultima possibilità di amare - storie d'amore terminali                                                                                  |                     | |
| 1982 | Autori vari                         | Population and Other Problems: Family Planning, Housing 1,000 Million, Labour Employment                                   | Popolazione e altri problemi: pianificazione familiare, alloggiare 1.000 milioni, impiego di lavoro                                     |                     | |
| 1983 | A. Tselikov                         | Unsolved Problems of Modern Theory of Lengthwise Rolling                                                                   | Problemi irrisolti della moderna teoria sul rotolamento longitudinale                                                                   |                     | |
| 1984 | Anne Wilson                         | The Book of Marmalade: Its Antecedents, Its History, and Its Role in the World Today                                       | Il libro della marmellata: i suoi antecedenti, la sua storia e il suo ruolo nel mondo di oggi                                           |                     | |
| 1985 | Donald L. Wilson                    | Natural Bust Enlargement with Total Power: How to Increase the Other 90% of Your Mind to Increase the Size of Your Breasts | Ingrandimento naturale del busto a massima potenza: come aumentare l'altro 90% della tua mente per aumentare le dimensioni del tuo seno |                     | |
| 1986 | Glenn C. Ellenbogen                 | Oral Sadism and the Vegetarian Personality                                                                                 | Sadismo orale e la personalità vegetariana                                                                                              |                     | |
| 1987 | Non assegnato                       | | |                     | |
| 1988 | Elaine Dee, Guy Walton              | Versailles: The View from Sweden                                                                                           | Versailles: il punto di vista della Svezia                                                                                              |                     | |
| 1989 | Kathleen Meyer                      | How to Shit in the Woods: An Environmentally Sound Approach to a Lost Art                                                  | Come defecare nei boschi: un approccio ecologicamente corretto a un'arte perduta                                                        |                     | |
| 1990 | Patrick Califia                     | Lesbian Sadomasochism Safety Manual                                                                                        | Manuale di sicurezza al sadomasochismo saffico                                                                                          |                     | |
| 1991 | Non assegnato                       | | |                     | |
| 1992 | John W. Trimmer                     | How to Avoid Huge Ships | Come evitare navi enormi |                     | |
| 1993 | Charles J. Bareis, James W. Porter  | American Bottom Archaeology                                                                                                | Archeologia del sottosuolo americano |                     | Il termine "bottom" può anche significare "fondoschiena". Di conseguenza il titolo è un doppio senso e può essere tradotto anche come "Archeologia del fondoschiena americano". |
| 1994 | C. C. Stanley                       | Highlights in the History of Concrete                                                                                      | Punti salienti nella storia del calcestruzzo                                                                                            |                     | |
| 1995 | Douglas Davies, Alastair Shaw       | Reusing Old Graves: A Report on Popular British Attitudes                                                                  | Riusare le tombe antiche: un rapporto sui popolari atteggiamenti britannici                                                             |                     | |
| 1996 | Derek Willan                        | Greek Rural Postmen and Their Cancellation Numbers                                                                         | Postini rurali greci e i loro numeri di cancellazione                                                                                   |                     | |
| 1997 | Alex Comfort                        | The Joy of Sex: Pocket Edition                                                                                             | La gioia del sesso: edizione tascabile                                                                                                  |                     | |
| 1998 | Gareth Williams                     | Developments in Dairy Cow Breeding: New Opportunities to Widen the Use of Straw                                            | Sviluppi nell'allevamento delle vacche da latte: nuove opportunità per ampliare l'uso della paglia                                      |                     | |
| 1999 | Charles H. Stirton                  | Changing World: British Crop Protection Council Symposium Proceedings No. 64                                               | Il mondo che cambia: numero di atti del simposio del consiglio britannico per la protezione delle colture 64                            |                     | |
| 2000 | Institution of Mechanical Engineers | Designing High Performance Stiffened Structures                                                                            | Progettazione di strutture rigide ad alte prestazioni                                                                                   |                     | Il termine "stiffened" è riferito alla rigidezza di cui nella meccanica dei materiali, ma "stiff" può anche indicare un'erezione, un cadavere o "far fuori qualcuno"            |
| 2001 | Gerard Forlin                       | Butterworths Corporate Manslaughter Service                                                                                | Il servizio omicida corporativo Butterworths                                                                                            |                     | |
| 2002 | Kaz Cooke                           | Living with Crazy Buttocks                                                                                                 | Vivere con natiche folli |                     | |
| 2003 | Alisa Surkis, Monica Nolan          | The Big Book of Lesbian Horse Stories                                                                                      | Il grande libro di storie saffiche fra cavalli                                                                                          |                     | |
| 2004 | Rick Pelicano, Lauren Tjaden        | Bombproof Your Horse | Il tuo cavallo a prova di bomba |                     | |
| 2005 | Gary Leon Hill                      | People Who Don't Know They're Dead: How They Attach Themselves to Unsuspecting Bystanders and What to Do About It          | Persone che non sanno di essere morte: come si attaccano a spettatori ignari e cosa fare al riguardo                                    |                     | |
| 2006 | Julian Montague                     | The Stray Shopping Carts of Eastern North America: A Guide to Field Identification                                         | I carrelli della spesa vaganti del Nord America orientale: una guida per l'identificazione del campo                                    |                     | |
| 2007 | Big Boom                            | If You Want Closure in Your Relationship, Start with Your Legs                                                             | Se vuoi la chiusura nella tua relazione, inizia con le tue gambe                                                                        |                     | |
| 2008 | Philip M. Parker                    | The 2009–2014 World Outlook for 60-milligram Containers of Fromage Frais                                                   | Le previsioni del mondo 2009-2014 per i contenitori da 60 milligrammi di Fromage Frais                                                  |                     | |
| 2009 | Daina Taimina                       | Crocheting Adventures with Hyperbolic Planes                                                                               | Avventure all'uncinetto con i piani iperbolici                                                                                          |                     | |
| 2010 | Michael R. Young                    | Managing a Dental Practice: The Genghis Khan Way                                                                           | Gestione di uno studio dentistico: il metodo Gengis Khan                                                                                |                     | |
| 2011 | Saiyuud Diwong                      | Cooking with Poo | Cucinando con Poo |                     | Sebbene "Poo" sia il soprannome dell'autore del libro, la traduzione letterale dalla lingua inglese del titolo può essere tradotta come "cucinando con la cacca".               |
| 2012 | Reginald Bakeley                    | Goblinproofing One's Chicken Coop                                                                                          | Come rendere un pollaio a prova di goblin                                                                                               |                     | |
| 2013 | Mats & Enzo                         | How to Poo on a Date | Come cacare durante un appuntamento |                     | |
| 2014 | Margaret Meps Schulte               | Strangers Have the Best Candy                                                                                              | Gli stranieri hanno la caramella migliore                                                                                               |                     | |
| 2015 | Alan Stafford                       | Too Naked For the Nazis | Troppo nudo per i nazisti |                     | |
| 2016 | Micaela Giles                       | The Commuter Pig Keeper: A Comprehensive Guide to Keeping Pigs when Time is your Most Precious Commodity                   | L'allevatore di maiali pendolare: una guida completa per allevare maiali quando il tempo è la tua merce più preziosa                    |                     | |
| 2017 | Graham & Debra Robertson            | Nipples on My Knee | Capezzoli sul mio ginocchio |                     | |
| 2018 | Thomas Götz von Aust                | The Joy of Waterboiling | La gioia della bollitura dell'acqua |                     | |
| 2019 | Charles L Dobbins                   | The Dirt Hole and its Variations                                                                                           | Lo sporco buco e le sue variazioni |                     | |
| 2020 | Gregory Forth                       | A Dog Pissing at the Edge of a Path                                                                                        | Un cane che piscia sul bordo di un sentiero                                                                                             |                     | |
| 2021 | Roy Schwartz                        | Is Superman Circumcised?                                                                                                   | Superman è circonciso? |                     | |
| 2022 | Lindsay Bryde e Tommy Mayberry      | RuPedagogies of Realness: Essays on Teaching and Learning With RuPaul's Drag Race                                          | Ru-pedagogie della realtà: saggi sull'insegnamento e l'apprendimento con RuPaul's Drag Race                                             |                     | |
| 2023 | Matthew F Jordan                    | Danger Sound Klaxon! The Horn That Changed History                                                                         | Attenti al suono del Clacson! Il corno che ha cambiato la storia                                                                        |                     | |
| 2024 | Richard Adams Carey                 | The Philosopher Fish: Sturgeon, Caviar, and the Geography of Desire                                                        | Il pesce filosofo: storione, caviale e la geografia del desiderio                                                                       |                     | |